# Friedrich von Kreytzen
Friedrich von Kreytzen (* Juni 1693; † 12. März 1765 in Berlin) war ein königlich-preußischer Generalmajor und Chef des Infanterie-Regiments Nr. 28.

## Leben
Er entstammte dem Adelsgeschlecht von Kreytzen, war ein Sohn von Ernst Albrecht von Kreytzen Erbherr auf Schreitlack und der Luise Charlotte, geborene von Löbel. Er ist der jüngere Stiefbruder von Generalleutnant Johann Friedrich von Kreytzen und Georg Christoph von Kreytzen. Seine Schwester Charlotte Albertine von Kreytzen (* 21. Juni 1708; † 20. Januar 1769) heiratete später den Generalleutnant Reimar Julius von Schwerin.
Im Jahr 1724 kam er zum Infanterie-Regiment Nr. 1, wo er bereits im August 1724 Fähnrich wurde. Im Juni 1730 erfolgte die Beförderung zum Seconde-Lieutenant und im März 1739 die zum Premier-Lieutenant. Im Jahr darauf 1740 bekam er eine eigene Kompanie. 1744 kam er als Major in das Gefolge von König Friedrich II. 1752 wurde er Oberstleutnant und 1756 Oberst. Mit Beginn des Siebenjährigen Krieges erhielt er ein eigenes Grenadier-Bataillon. Es wurde aus den Grenadier-Kompanien der Regimenter Nr. 25 und Nr. 32 gebildet. Im Jahr 1759 bekam er das Infanterie-Regiment Nr. 28, aber aus gesundheitlichen Gründen bat er schon bald um seinen Abschied, welcher auch genehmigt wurde.
Er war am Rheinfeldzug von 1733/1734 beteiligt und wurde 1739 zum Hofmeister der Prinzen August Ferdinand von Preußen und Heinrich ernannt.